# Técnica de situación extraña
La técnica de situación extraña es empleada por la psicología del desarrollo. Fue diseñada por Mary Ainsworth para clasificar el tipo de apego del niño.

## Simulaciones
Dicha técnica intenta simular:
- Interacciones naturales entre el cuidador y el niño en presencia de juguetes
- Separaciones breves del cuidador y encuentros breves con extraños
- Episodios de reunión con el cuidador

## Categorías
Sobre la base de esta técnica se han establecido 4 categorías:
- Apego seguro
- Apego resistente
- Apego evasivo
- Apego desorganizado/desorientado

## Contexto
La técnica de la situación de la extraña no es útil para niños mayores de 2 años, para los que suele usarse en su lugar la Clasificación Q del apego